# Velika nagrada Monze 1929
Velika nagrada Monze 1929 je bila dirka za Veliko nagrado v sezoni Velikih nagrad 1929. Odvijala se je 15. septembra 1929 na ovalu italijanskega dirkališča Autodromo Nazionale Monza. Iz treh voženj po dvaindvajset krogov se je devet dirkačev uvrstilo v finale, kjer so vozili prav tako dvaindvajset krogov. 

## Finale
| Poz | Št | Dirkač              | Moštvo                    | Dirkalnik         | Krogi | Čas/Odstop | Št. m. |
| --- | -- | ------------------- | ------------------------- | ----------------- | ----- | ---------- | ------ |
| 1   | 30 | Achille Varzi       | SA Ital. Ing. Nicola Rome | Alfa Romeo P2     | 22    | 31:38,4    | 9      |
| 2   | 16 | Tazio Nuvolari      | Scuderia Materassi        | Talbot 700        | 22    | +1:36,6    | 5      |
| 3   | 52 | August Momberger    | Daimler-Benz AG           | Mercedes-Benz SSK | 22    | +2:39,0    | 2      |
| 4   | 38 | Gastone Brilli-Peri | SA Ital. Ing. Nicola Rome | Alfa Romeo P2     | 22    | +2:40,2    | 7      |
| 5   | 50 | Fritz Caflisch      | Privatnik                 | Mercedes-Benz S   | 22    | +2:41,6    | 3      |
| 6   | 48 | Alfieri Maserati    | Officine A. Maserati      | Maserati V4       | 22    | +3:10,0    | 1      |
| 7   | 26 | Baconin Borzacchini | Officine A. Maserati      | Maserati 26B      | 22    | +3:38,8    | 8      |
| 8   | 24 | Amedeo Ruggeri      | Privatnik                 | Maserati 26       | 22    | +5:35,6    | 6      |
| Ods | 12 | Luigi Arcangeli     | Scuderia Materassi        | Talbot 700        | 20    | Vžig       | 4      |

## Pred-dirke
Odebeljeni dirkači so se uvrstili v finale.

### Pred-dirka 1 (1100 do 1500 cm³)
| Poz | Št | Dirkač            | Moštvo             | Dirkalnik    | Krogi | Čas/Odstop | Št. m. |
| --- | -- | ----------------- | ------------------ | ------------ | ----- | ---------- | ------ |
| 1   | 12 | Luigi Arcangeli   | Scuderia Materassi | Talbot 700   | 22    | 38:48,6 s  | 2      |
| 2   | 16 | Tazio Nuvolari    | Scuderia Materassi | Talbot 700   | 22    | +1,4 s     | 4      |
| 3   | 18 | Amedeo Ruggeri    | Privatnik          | Maserati 26  | 22    | +4:48,2    | 3      |
| Ods | 2  | Luigi Beccaria    | Privatnik          | Maserati 26B | 15    | Dovod olja | 1      |
| Ods | 21 | Leon Duray        | Privatnik          | Miller 91    | 14    | Motor      | 5      |
| DNS | 6  | Franco Cortese    | Privatnik          | Bugatti T37A |       |            |        |
| DNA | 4  | Abele Clerici     | Privatnik          | Salmson      |       |            |        |
| DNA | 8  | Luigi Platè       | Privatnik          | Lombard AL3  |       |            |        |
| DNA | 10 | Luigi Castelbarco | Privatnik          | Talbot 700   |       |            |        |

- Najhitrejši krog: Leon Duray 1:25,2

### Pred-dirka 2 (1500 do 3000 cm³)
| Poz | Št | Dirkač              | Moštvo                    | Dirkalnik     | Krogi | Čas/Odstop | Št. m. |
| --- | -- | ------------------- | ------------------------- | ------------- | ----- | ---------- | ------ |
| 1   | 38 | Gastone Brilli-Peri | SA Ital. Ing. Nicola Rome | Alfa Romeo P2 | 22    | 32:09,0    | 9      |
| 2   | 26 | Baconin Borzacchini | Officine A. Maserati      | Maserati 26B  | 22    | +12,0 s    | 3      |
| 3   | 30 | Achille Varzi       | SA Ital. Ing. Nicola Rome | Alfa Romeo P2 | 22    | +36,0 s    | 5      |
| 4   | 24 | Clemente Biondetti  | Privatnik                 | Bugatti T35C  | 22    | +2:14,4    | 2      |
| 5   | 46 | Giulio Foresti      | Privatnik                 | Bugatti T35C  | 22    | +2:18,6    | 7      |
| 6   | 32 | Raffaelo Toti       | Privatnik                 | Maserati 26B  | 22    | +4:13,2    | 6      |
| 7   | 34 | Louis Decaroli      | Privatnik                 | Bugatti T35C  | 22    | +4:45,0    | 1      |
| Ods | 58 | Juan Zanelli        | Privatnik                 | Bugatti T35B  | 15    |            | 4      |
| Ods | 28 | Leon Duray          | Privatnik                 | Miller 91     | 11    | Motor      | 10     |
| Ods | 74 | Cleto Nenzioni      | Privatnik                 | Maserati 26B  | 10    |            | 8      |
| DNA | 22 | Umberto Pugno       | Privatnik                 | Bugatti T35B  |       |            |        |
| DNA | 42 | Pallavicini         | Privatnik                 | Bugatti       |       |            |        |
| DNA | 44 | Louis Chiron        | Privatnik                 | Delage 15S8   |       |            |        |

- Najhitrejši krog: Achille Varzi 1:21,0

### Pred-dirka 3 (nad 3000 cm³)
| Poz | Št | Dirkač            | Moštvo               | Dirkalnik         | Krogi | Čas/Odstop | Št. m. |
| --- | -- | ----------------- | -------------------- | ----------------- | ----- | ---------- | ------ |
| 1   | 52 | August Momberger  | Daimler-Benz AG      | Mercedes-Benz SSK | 22    | 34:16,6    | 3      |
| 2   | 48 | Alfieri Maserati  | Officine A. Maserati | Maserati V4       | 22    | +0,2 s     | 1      |
| 3   | 50 | Fritz Caflisch    | Privatnik            | Mercedes-Benz S   | 22    | +1:05,4    | 2      |
| Ods | 54 | Adolf Rosenberger | Daimler-Benz AG      | Mercedes-Benz     | 3     | Svečke     | 4      |

- Najhitrejši krog: Alfieri Maserati 1:29,0